# Œ̄́
Cette page contient des caractères spéciaux ou non latins. S’ils s’affichent mal (▯, ?, etc.), consultez la page d’aide Unicode.
Œ̄́, ou E dans l’O macron accent aigu, est un graphème utilisé dans l’étude du vieil anglais. Il s’agit de la lettre Œ diacritée d’un macron et d’un accent aigu.

## Utilisation
Dans l’étude du vieil anglais, ‹ œ̄́ › est utilisé pour transcrire une voyelle mi-fermée antérieure arrondie longue [øː] dans la syllabe avec l’accent tonique.

## Représentations informatiques
Le E dans l’O macron accent aigu peut être représenté avec les caractères Unicode suivants, :
| formes    | représentations | chaînes de caractères | points de code       | descriptions                                                          |
| --------- | --------------- | --------------------- | -------------------- | --------------------------------------------------------------------- |
| capitale  | Œ̄́               | Œ◌̄◌́                   | U+0152 U+0304 U+0301 | lettre majuscule latine oe diacritique macron diacritique accent aigu |
| minuscule | œ̄́               | œ◌̄◌́                   | U+0153 U+0304 U+0301 | lettre minuscule latine oe diacritique macron diacritique accent aigu |